# Zacremnops cressoni
Zacremnops cressoni är en stekelart som först beskrevs av Cameron 1887.  Zacremnops cressoni ingår i släktet Zacremnops och familjen bracksteklar. Inga underarter finns listade i Catalogue of Life.